# Jordânia nos Jogos Paralímpicos de Verão de 2004
Jordânia participou dos Jogos Paralímpicos de Verão de 2004, que foram realizados na cidade de Atenas, na Grécia, entre os dias 17 e 28 de setembro de 2004.
A delegação, com dez integrantes, conquista duas medalhas (1 prata, 1 bronze) e termina na sexagésima quarta posição no quadro de medalhas.